# José Rojas Garcidueñas

José Rojas Garcidueñas (Salamanca, Guanajuato, 16 de noviembre de 1912 - Ciudad de México, 1981) fue un crítico literario, teatral y artístico, historiador de la literatura, ensayista y académico mexicano.[cita requerida]

## Estudios y docencia
Se licenció en derecho en 1938 y en 1954 concluyó una maestría en letras en la Universidad Nacional Autónoma de México. Fue maestro de Historia de México, Universal y del Arte, de Literatura Española, Hispanoamericana y Mexicana, en las escuelas universitarias de Artes Plásticas y de Música, en la Normal de Maestros y en otras escuelas y director de la Escuela de Filosofía y Letras de la Universidad de Guanajuato y tuvo cátedra en la Facultad de Filosofía y Letras de la Universidad Nacional Autónoma de México (UNAM).

## Desempeño laboral
Además, fue abogado del Departamento Jurídico de la Secretaría de Asistencia Pública, gerente de la Orquesta Sinfónica de México, jefe del Departamento de Investigación para el Extranjero de la Secretaría de Relaciones Exteriores, investigador del Instituto de Investigaciones Estéticas de la UNAM, administrador del Instituto Tecnológico de México y abogado consultor de la Dirección General de Límites y Aguas Internacionales y profesor del Pennsylvania State College.

## Académico y miembro de sociedades
Perteneció a la Sociedad de Geografía y Estadística. Ingresó como miembro numerario a la Academia Mexicana de la Lengua el 22 de junio de 1962, ocupó la silla IV, fue nombrado secretario en 1981. Fue miembro de la Asociation Internationale de Critiques d’Art.
Vivió en México la mayor parte de su vida y allí conoció a al erudito sacerdote Ángel María Garibay K., al polígrafo Alfonso Reyes, a José Vasconcelos y al escritor Efrén Hernández. Se casó con la profesora de la UNAM y asesora teatral Margarita Mendoza López.

## Obras
Publicó, entre varias otras obras:
- El teatro de la Nueva España en el siglo XVI
- Don Carlos de Singüenza y Góngora, erudito barroco
- El antiguo colegio de San Ildefonso
- Anécdotas, cuentos y relatos
- Breve historia de la novela mexicana
- Presencias de Don Quijote en las artes de México. Volumen misceláneo es El erudito y el jardín.
- Salamanca: Recuerdos de mi tierra guanajuatense